# Hatena arenicola
Hatena arenicola is een eencellig organisme, beschreven in 2006. Hatena is een flagellaat behorend tot de Katablepharida. De naam komt uit een Japanse interjectie die ruwweg 'enigma', of 'wat apart!' betekent.
De cel vertoont een duidelijke onder- en bovenzijde en voor- en achterkant. De cellen bevatten een endosymbiont uit het geslacht Nephroselmis (behorend tot de groenwieren, Chlorophyta) en leeft fotoautotroof, als een plant. De endosymbiont bevat een vergrote chloroplast, maar de overige organellen zijn voor een deel of geheel verdwenen. De oogvlek is echter niet verdwenen, maar bevindt zich bij de top van de gastheercel.
In tegenstelling tot een volledig geïntegreerd organel deelt de Nephroselmis-alg zich niet tegelijk met de gastheercel. Bij de celdeling gaat de symbiont naar de rechter dochtercel, en de linker dochtercel leeft dan heterotroof, als een dier. Bij cellen zonder endosymbiont is nog nooit celdeling waargenomen. Hatena kan verschillende Nephroselmis soorten accepteren als endosymbiont. Als de heterotrofe Hatena nu een alg opneemt, treden er morfologische veranderingen op, zowel bij de gastheer als bij de alg. De gastheer verliest de mond, en op deze plaats komt dan de oogvlek van de endosymbiont. Bij de alg wordt de chloroplast ongeveer 10 maal zo groot. De alg verlies zijn flagellen, het cytoskelet en het endomembraansysteem; de mitochondria en het Golgicomplex zijn gereduceerd.
Deze levenswijze ondersteunt de endosymbiontentheorie, omdat dit een beginfase van het ontstaan van (weliswaar secundaire) endosymbiose vertegenwoordigt. Als criterium voor onderscheid tussen endosymbiont en organel kan men de opname van proteïnen bij organellen nemen.